# 에밀 보렐
펠릭스 에두아르 쥐스탱 에밀 보렐(프랑스어: Félix Édouard Justin Émile Borel IPA: [feliks edwaʁ ʒystɛn‿emil bɔʁɛl], 1871년 1월 7일 ~ 1956년 2월 3일)은 프랑스의 수학자이자 정치인이다. 측도론에 큰 공헌을 하였다.

## 생애

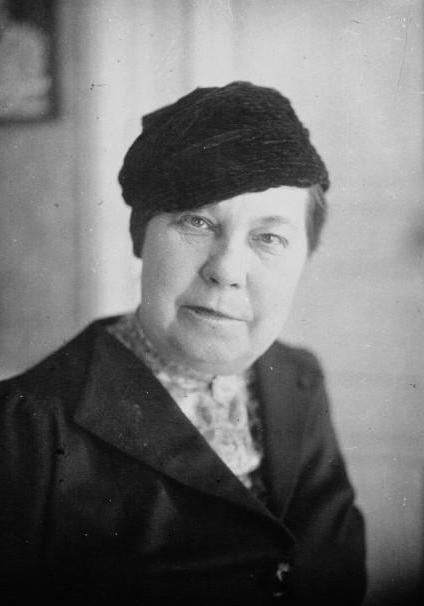
보렐의 부인 마르게리트 (1937년 사진)

1871년 1월 7일 아베롱주 생타프리크(프랑스어: Saint-Affrique)에서 태어났다. 아버지 오노레 보렐(프랑스어: Honoré Borel)은 개신교 목사였으며, 어머니 에밀리 테시에솔리에(프랑스어: Émilie Teissié-Solier)는 부유한 상인의 딸이었다. 1889년에 에콜 노르말 쉬페리외르에 입학하여 1892년에 졸업하였다.
1893~1897년까지 릴 대학교에서 강의하였다. 1897년에 에콜 노르말 쉬페리외르의 함수학 교수로 부임하였다. 1901년에 수학자 폴 에밀 아펠(영어: Paul Émile Appell)의 17세 딸 마르게리트 아펠(프랑스어: Marguerite Appel, 1883~1969)과 결혼하였다. 마르게리트는 훗날 카미유 마르보(프랑스어: Camille Marbo)라는 가명으로 유명한 소설가가 되었다. ("마르보"라는 가명은 "마르게리트 보렐"을 축약한 것이다.)
수학 활동 외에도 정치에 참여하였다. 1924년~1936년까지 프랑스 제3공화국 하원 의원을 맡았으며, 1937년 4월 17일~11월 28일까지 총리 폴 팽르베 아래 해군부 장관(프랑스어: Ministre de la Marine)을 맡았다.
1941년에 에콜 노르말 쉬페리외르에서 은퇴하였으며, 레지스탕스의 회원으로 활동하였다. 이로 인하여 전후 1950년에 레지스탕스 메달(프랑스어: Médaille de la Résistance)과 레지옹 도뇌르 훈장 그랑크루아를 수여받았다.
1956년 2월 3일 파리에서 사망하였다.

## 관련 기사
- (프랑스어) "La science est-elle responsable de la crise mondiale?", Scientia : rivista internazionale di sintesi scientifica, 51, 1932, pp. 99–106.
- (프랑스어) "La science dans une société socialiste", Scientia : rivista internazionale di sintesi scientifica, 31, 1922, pp. 223–228.
- (프랑스어) "Le continu mathématique et le continu physique", Rivista di scienza, 6, 1909, pp. 21–35.

## 참고 문헌
- Mazliak, Laurent; Glenn Shafer (2008년 11월). “Emile Borel’s difficult days in 1941” (영어). arXiv:0811.1321. Bibcode:2008arXiv0811.1321M.